# KMPlayer
KMPlayer és un reproductor multiformat. Té els còdecs per a vídeo i àudio ja incorporats i, per tant, no és necessari instal·lar-los a part gràcies a la qual cosa es poden evitar problemes amb altres aplicacions.
Els formats que reproduïx de forma nadiua són: VCD, DVD, AVI, MKV, Ogg, OGM, 3GP, MPEG-1/2/4, WMV7-8-9, VC-1, RealMedia, FLV, H.264 (AVC) i H.263 (DivX, xViD, NeroDigital) entre d'altres. A més també maneja una àmplia varietat de subtítols i permet capturar àudio, vídeo i screenshots (captures de pantalla).
El reproductor subministra filtres tant internament com externament amb un complet entorn en termes de connexions amb altres bifurcadors, decodificadors, entre moltes altres coses. En l'última versió s'ha inclòs una característica que es pot veure les vistes prèvies dels vídeos a manera de miniatures de manera que quan hi ha gran quantitat dels mateixos és àcil accedir a ells.